# Xiques amb pistoles
Xiques amb pistoles és un gènere de les pel·lícules d'acció. Destaca la presència d'aquest gènere al cinema de Hong Kong de la dècada del 1980 i principis de la següent dècada.
Les incorporacions de dones amb caràcter dur i amb armes de foc al cinema és considerat una reacció antifeminista contra el femenisme de la dècada del 1970. Moltes de les pel·lícules d'aquest gènere que provenen del cinema de Hong Kong aproven el test de Bechdel. A l'anime destacà Bubblegum Crisis 2032/2033 com al primer èxit del gènere. Des de 2010 les pel·lícules que mostren noies amb pistoles solen tindre èxit en les vendes.
Exemples de sèries d'anime del gènere són Dirty Pair, Gunslinger Girl, 009-1, Noir,
Canaan, Mezzo, El Cazador de la Bruja, Black Lagoon i Stella Girls' Academy.